# Josua Bruyn

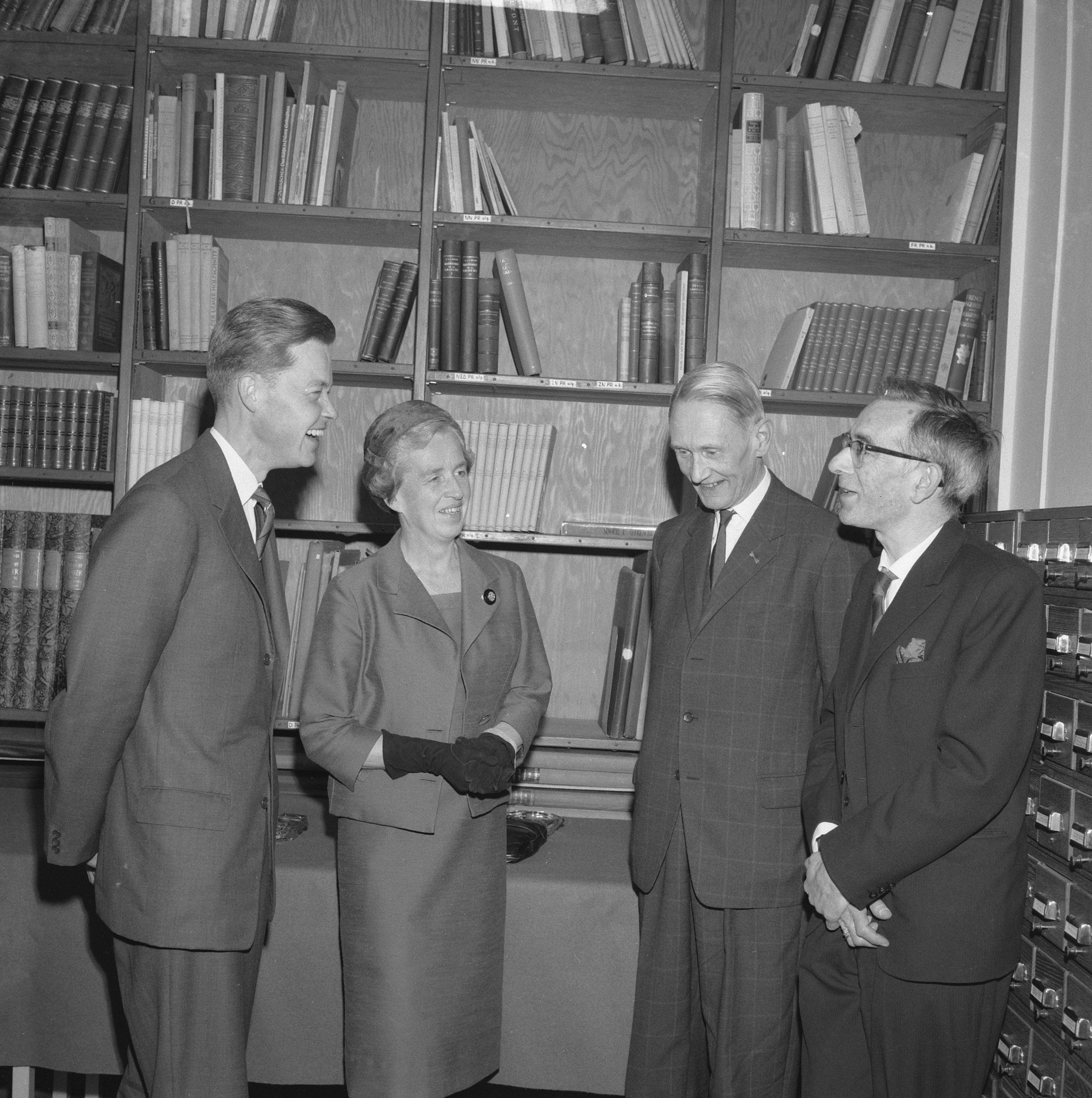
Josua Bruyn (links) in 1962

Josua Bruyn (* 27. März 1923; † 10. Juni 2011) war ein niederländischer Kunsthistoriker, der an der Universität von Amsterdam unterrichtete. Er war Mitglied des Rembrandt Research Projects.

## Leben
Josua Bruyn studierte Kunstgeschichte an der Universität Utrecht, die er 1948 verließ. Anschließend arbeitete er im Rijksmuseum Amsterdam, wo er bei der Katalogisierung von Gemälden Alter Meister half. Bruyn gehörte zu den Mitarbeitern der Ausstellung Drei Jahrhunderte der Porträtmalerei in den Niederlanden (Drie eeuwen portret in Nederland), die 1952 im Rijksmuseum gezeigt wurde. 1954 wechselte Josua Bruyn an das Kunsthistorische Institut der Universität Utrecht, wo er seine Dissertation über das Gemälde Brunnen des Lebens eines Schülers von Jan van Eyck schrieb.
1961 wurde Josua Bruyn Professor für Kunstgeschichte an der Universität von Amsterdam. Zugleich veröffentlichte er Artikel über niederländische Maler wie Jan van Scorel, David Bailly, Rembrandt van Rijn. Letzterer bildete einen Schwerpunkt seiner Arbeit, so dass er 1968 zu den Gründern des Rembrandt Research Projects gehörte. Im Rahmen des Projekts arbeitete er mit Bob Haak, Jan van Gelder, Jan Emmens, Simon Levie und Pieter van Thiel. 1979 wurde Bruyn zum Rektor der Amsterdamer Universität gewählt, die er 1985 verließ. Er verließ 1993 zusammen mit Levie, van Thiel und Haak auch das Rembrandt Research Project, so dass die Organisation des Projekts bei Ernst van de Wetering verblieb.
Seit 1976 war er Mitglied der Königlich Niederländischen Akademie der Wissenschaften.